# Hierodulella celebensis
Hierodulella celebensis är en bönsyrseart som beskrevs av Max Beier 1935. Hierodulella celebensis ingår i släktet Hierodulella och familjen Mantidae. Inga underarter finns listade i Catalogue of Life.